# Championnat des îles Caïmans de football 2022-2023
Navigation
Édition précédente Édition suivante
La saison 2022-2023 du Championnat des îles Caïmans de football est la quarante-quatrième édition de la CIFA National Premier League, le championnat de première division aux Îles Caïmans. Les huit meilleures équipes de l'île sont regroupées au sein d’une poule unique.
Tenant du titre, le Scholars International remporte un troisième titre consécutif, le quinzième de son histoire, en devançant l'Elite SC à la différence de buts au terme de quatorze journées de compétition. De son côté, le Sunset FC (en), en difficulté en championnat, connait néanmoins un brillant parcours en coupe du président et remporte son premier trophée en finale face à Bodden Town (2-1) le 22 février 2023 au Stade Truman-Bodden.

## Équipes participantes
| \| George Town : Academy SC Roma United Sunset FC West Bay : Elite SC Future SC Scholars International George Town West Bay Bodden Town East End United \| Localisation des équipes engagées. |
| George Town : Academy SC Roma United Sunset FC West Bay : Elite SC Future SC Scholars International George Town West Bay Bodden Town East End United                                          |

| Club                   | Classement 2022          | Ville       | Stade                      |
| ---------------------- | ------------------------ | ----------- | -------------------------- |
| Scholars International | Champion                 | West Bay    | Ed Bush Stadium            |
| Elite SC               | 2e                       | West Bay    |                            |
| Future SC (en)         | 3e                       | West Bay    |                            |
| Bodden Town            | 4e                       | Bodden Town | Haig Bodden Stadium        |
| Sunset FC (en)         | 5e                       | George Town | T.E. McField Sports Centre |
| East End United        | 6e                       | East End    | Donovan Rankine Stadium    |
| Academy SC (en)        | 7e                       | George Town | Academy Sports Field       |
| Roma United (en)       | Champion de Division One | George Town | Annex Stadium              |

Légende des couleurs
- Tenant du titre
- Promu de Division One

## Compétition
Le barème utilisé pour établir le classement est le suivant :
- Victoire : 3 points
- Match nul : 1 point
- Défaite : 0 point

### Classement
| Rang | Équipe                   | Pts | J  | G  | N | P | Bp | Bc | Diff |
| ---- | ------------------------ | --- | -- | -- | - | - | -- | -- | ---- |
| 1    | Scholars International T | 33  | 14 | 10 | 3 | 1 | 33 | 11 | +22  |
| 2    | Elite SC                 | 33  | 14 | 10 | 3 | 1 | 29 | 10 | +19  |
| 3    | Academy SC (en)          | 18  | 14 | 5  | 3 | 6 | 25 | 24 | +1   |
| 4    | Future SC (en)           | 18  | 14 | 5  | 3 | 6 | 18 | 27 | -9   |
| 5    | Bodden Town              | 17  | 14 | 4  | 5 | 5 | 17 | 18 | -1   |
| 6    | Roma United (en)         | 15  | 14 | 5  | 0 | 9 | 37 | 45 | -8   |
| 7    | Sunset FC (en)           | 12  | 14 | 3  | 3 | 8 | 17 | 29 | -12  |
| 8    | East End United          | 11  | 14 | 3  | 2 | 9 | 22 | 34 | -12  |

|  | Champion des îles Caïmans 2022-2023 |
|  | T : Tenant du titre                 |

Au terme de la saison, le Sunset FC (en) perd le barrage de relégation promotion contre Alliance FC, deuxième en Division One.

## Bilan de la saison
| Championnat des îles Caïmans de football 2022-2023 |                                    |
| Champion                                           | Scholars International (15e titre) |
| Dauphin                                            | Elite SC                           |
| Coupes et trophées                                 |                                    |
| Vainqueur de la Coupe des îles Caïmans 2022-2023   | Academy SC (en)                    |
| Qualifications continentales                       |                                    |
| Promotions et relégations                          |                                    |
| Promus en CIFA National Premier League             | 345 FC                             |
| Promus en CIFA National Premier League             | Alliance FC                        |
| Relégués en Division One                           | Sunset FC (en)                     |
| Relégués en Division One                           | East End United                    |